# Pedicularis longiflora
Pedicularis longiflora är en snyltrotsväxtart som beskrevs av Johann Heinrich Rudolph. Pedicularis longiflora ingår i släktet spiror, och familjen snyltrotsväxter.

## Underarter
Arten delas in i följande underarter:
- P. l. hongyuanensis
- P. l. tubiformis
- P. l. yingshanensis